# Rūta Vanagaitė
Rūta Vanagaitė (* 25. Januar 1955 in Šiauliai, Litauische Sozialistische Sowjetrepublik) ist eine litauische Schriftstellerin.

## Leben
Von 1961 bis 1972 besuchte Rūta Vanagaitė die 22. Mittelschule in Vilnius. Nach dem Besuch der Antanas-Vienuolis Mittelschule Vilnius von 1972 bis 1973, die sie mit dem Abitur abschloss, absolvierte sie von 1973 bis 1978 das Diplomstudium der Theaterwissenschaften am GITIS in Moskau.
Von 1991 bis 1998 organisierte sie das Theaterfestival „LIFE“ und leitete es als Direktorin. 1999 und 2000/2001 war sie Beraterin des Premierministers Rolandas Paksas.
Von 1999 bis 2001 war Rūta Vanagaitė Mitglied von Lietuvos liberalų sąjunga, dann von Liberalų ir centro sąjunga. 2011–2015 war sie Mitglied im Rat der Stadtgemeinde Vilnius in der Koalition mit Artūras Zuokas.
In ihrem Buch Mūsiškiai (Die Unsrigen) geht es um die historische Verantwortung der litauischen Gesellschaft am Holocaust. Sie schrieb das Buch mit Unterstützung ihres Freunds Efraim Zuroff, des „letzten Nazi-Jägers“. Damit löste die Autorin einen Geschichtsstreit über Judenmörder, Kollaborateure und KGB-Agenten aus. Die Bücher wurden vom Verlag aus den Läden zurückgerufen.
Aufgrund von Anfeindungen in Litauen zog sie 2018 nach Israel ins Exil.
Die Europäische Rabbinerkonferenz verlieh ihr 2018 den Moshe-Rosen-Preis und der Europäische Jüdische Kongress den Golden Vision award.

## Privatleben
Rūta Vanagaitė ist geschieden. Sie hat eine Tochter und einen Sohn. Ihr Herzensfreund ist Efraim Zuroff (*  1948), Direktor des Standorts Jerusalem von  Simon Wiesenthal Center für Holocaust-Forschung.

## Schriften
- Mūsiškiai. Alma littera, Vilnius 2016, ISBN 978-609-01-2208-2.